# Mistrzostwa Europy U-21 w Piłce Nożnej 2015 (eliminacje)
Eliminacje do Mistrzostw Europy U-21 w Piłce Nożnej 2015 – to zawody reprezentacji młodzieżowych w których grają zawodnicy poniżej 21 roku życia z poszczególnych krajów europejskich. Mecze w ramach rozgrywek odbywają się od marca 2013 roku do września 2014 i mają na celu wyłonienie najlepszych młodzieżowych drużyn w Europie, które wezmą udział w Mistrzostwach Europy, które odbędą się w roku 2015 w Czechach. Grupy w których rywalizują poszczególne drużny zostały ustalone w wyniku losowania, które odbyło się 31 stycznia 2013 w mieście Nyon.
Drużyny podzielono na dziesięć grup, z czego w dwóch jest sześć drużny a w pozostałych po pięć. Do kolejnej rundy zakwalifikują się zwycięzcy grup oraz cztery najlepsze drużyny wśród drużyn które zajęły drugie miejsce. Wszystkie zakwalifikowane drużyny zostaną rozlosowane w pary i rozegrają dwumecz, którego zwycięzca będzie uczestniczył w Mistrzostwach Europy w Czechach.

## Losowanie grup
Wszystkie uczestniczące 52 zespoły zostały podzielone na pięć koszyków zgodnie z rankingiem UEFA reprezentacji U-21. W koszykach od A do D znalazło się po dziesięć drużyn a w ostatnim, koszyku E dwanaście zespołów.
| Koszyk A | Koszyk B | Koszyk C | Koszyk D | Koszyk E |
| --- | --- | --- | --- | --- |
| - Hiszpania U-21 - Anglia U-21 - Holandia U-21 - Włochy U-21 - Niemcy U-21 - Szwajcaria U-21 - Rosja U-21 - Francja U-21 - Szwecja U-21 - Izrael U-21 | - Rumunia U-21 - Serbia U-21 - Turcja U-21 - Ukraina U-21 - Szkocja U-21 - Portugalia U-21 - Austria U-21 - Dania U-21 - Białoruś U-21 - Walia U-21 | - Grecja U-21 - Słowacja U-21 - Belgia U-21 - Węgry U-21 - Armenia U-21 - Chorwacja U-21 - Norwegia U-21 - Czarnogóra U-21 - Finlandia U-21 - Słowenia U-21 | - Bośnia i Hercegowina U-21 - Polska U-21 - Gruzja U-21 - Islandia U-21 - Mołdawia U-21 - Irlandia U-21 - Bułgaria U-21 - Cypr U-21 - Macedonia Północna U-21 - Łotwa U-21 | - Irlandia Północna U-21 - Albania U-21 - Wyspy Owcze U-21 - Litwa U-21 - Azerbejdżan U-21 - Kazachstan U-21 - Estonia U-21 - Malta U-21 - Luksemburg U-21 - Andora U-21 - Liechtenstein U-21 - San Marino U-21 |

## Grupy
| Kolory w tabeli grup                                                     |
| ------------------------------------------------------------------------ |
| Reprezentacja pewna udziału w fazie play-off eliminacji                  |
| Reprezentacja, która zapewniła sobie co najmniej drugie miejsce w grupie |
| Reprezentacja nie ma już szans na awans do fazy play-off                 |

Zasady ustalania kolejności w tabeli:
1. liczba zdobytych punktów w całej rundzie;
2. liczba punktów zdobyta w meczach bezpośrednich;
3. różnica bramek w meczach bezpośrednich;
4. różnica bramek w meczach bezpośrednich – podwójne liczenie bramek zdobytych na wyjeździe;
5. różnica bramek w całej rundzie;
6. liczba zdobytych bramek w całej rundzie;
7. pozycja w rankingu UEFA reprezentacji U-21.

### Grupa 1
| Zespół          | Pkt | M  | W | R | P | Br+ | Br- | +/- |
| --------------- | --- | -- | - | - | - | --- | --- | --- |
| Anglia U-21     | 28  | 10 | 9 | 1 | 0 | 31  | 2   | +29 |
| Finlandia U-21  | 16  | 10 | 4 | 4 | 2 | 17  | 10  | +7  |
| Mołdawia U-21   | 16  | 10 | 5 | 1 | 4 | 12  | 6   | +6  |
| Walia U-21      | 12  | 10 | 3 | 3 | 4 | 12  | 13  | -1  |
| Litwa U-21      | 8   | 10 | 2 | 2 | 6 | 6   | 19  | -13 |
| San Marino U-21 | 4   | 10 | 1 | 1 | 8 | 2   | 30  | -28 |

|                 | Anglia | Finlandia | Litwa | Mołdawia | San Marino | Walia |
| --------------- | ------ | --------- | ----- | -------- | ---------- | ----- |
| Anglia U-21     | –      | 3:0       | 5:0   | 1:0      | 9:0        | 1:0   |
| Finlandia U-21  | 1:1    | –         | 2:2   | 1:0      | 5:0        | 2:2   |
| Litwa U-21      | 0:1    | 0:1       | –     | 0:3      | 2:1        | 1:1   |
| Mołdawia U-21   | 0:3    | 1:0       | 3:0   | –        | 2:0        | 0:0   |
| San Marino U-21 | 0:4    | 0:0       | 0:1   | 0:3      | –          | 1:0   |
| Walia U-21      | 1:3    | 1:5       | 2:0   | 1:0      | 4:0        | –     |

### Grupa 2
| Zespół        | Pkt | M  | W | R | P | Br+ | Br- | +/- |
| ------------- | --- | -- | - | - | - | --- | --- | --- |
| Dania U-21    | 26  | 10 | 8 | 2 | 0 | 37  | 9   | +28 |
| Rosja U-21    | 22  | 10 | 7 | 1 | 2 | 22  | 12  | +10 |
| Słowenia U-21 | 17  | 10 | 5 | 2 | 3 | 29  | 11  | +18 |
| Bułgaria U-21 | 9   | 10 | 2 | 3 | 5 | 18  | 26  | -8  |
| Estonia U-21  | 9   | 10 | 2 | 3 | 5 | 9   | 23  | -14 |
| Andora U-21   | 1   | 10 | 0 | 1 | 9 | 1   | 35  | -34 |

|               | Andora | Bułgaria | Dania | Estonia | Rosja | Słowenia |
| ------------- | ------ | -------- | ----- | ------- | ----- | -------- |
| Andora U-21   | –      | 0:3      | 0:2   | 0:2     | 0:3   | 0:5      |
| Bułgaria U-21 | 3:0    | –        | 2:3   | 1:1     | 3:3   | 1:5      |
| Dania U-21    | 6:0    | 7:1      | –     | 8:0     | 4:2   | 2:2      |
| Estonia U-21  | 1:1    | 2:2      | 0:1   | –       | 1:2   | 1:7      |
| Rosja U-21    | 5:0    | 3:1      | 0:2   | 1:0     | –     | 2:1      |
| Słowenia U-21 | 5:0    | 2:1      | 2:2   | 0:1     | 0:1   | –        |

### Grupa 3
| Zespół          | Pkt | M | W | R | P | Br+ | Br- | +/- |
| --------------- | --- | - | - | - | - | --- | --- | --- |
| Słowacja U-21   | 17  | 8 | 5 | 2 | 1 | 19  | 7   | +12 |
| Holandia U-21   | 16  | 8 | 5 | 1 | 2 | 22  | 6   | +16 |
| Szkocja U-21    | 11  | 8 | 3 | 2 | 3 | 12  | 15  | -3  |
| Gruzja U-21     | 10  | 8 | 3 | 1 | 4 | 8   | 15  | -7  |
| Luksemburg U-21 | 3   | 8 | 1 | 0 | 7 | 5   | 23  | -18 |

|                 | Gruzja | Luksemburg | Holandia | Szkocja | Słowacja |
| --------------- | ------ | ---------- | -------- | ------- | -------- |
| Gruzja U-21     | –      | 0:3        | 0:6      | 2:1     | 1:3      |
| Luksemburg U-21 | 0:3    | –          | 0:1      | 0:3     | 1:7      |
| Holandia U-21   | 0:1    | 3:1        | –        | 4:0     | 0:1      |
| Szkocja U-21    | 1:1    | 3:0        | 1:6      | –       | 2:1      |
| Słowacja U-21   | 1:0    | 3:0        | 2:2      | 1:1     | –        |

### Grupa 4
| Zespół                    | Pkt | M | W | R | P | Br+ | Br- | +/- |
| ------------------------- | --- | - | - | - | - | --- | --- | --- |
| Hiszpania U-21            | 22  | 8 | 7 | 1 | 0 | 24  | 6   | +18 |
| Austria U-21              | 16  | 8 | 5 | 1 | 2 | 15  | 12  | +3  |
| Węgry U-21                | 9   | 8 | 3 | 0 | 5 | 12  | 13  | -1  |
| Bośnia i Hercegowina U-21 | 6   | 8 | 2 | 0 | 6 | 10  | 22  | -12 |
| Albania U-21              | 6   | 8 | 2 | 0 | 6 | 7   | 15  | -8  |

|                           | Albania | Austria | Bośnia i Hercegowina | Węgry | Hiszpania |
| ------------------------- | ------- | ------- | -------------------- | ----- | --------- |
| Albania U-21              | –       | 0:1     | 0:1                  | 1:2   | 0:2       |
| Austria U-21              | 1:3     | –       | 2:0                  | 4:2   | 2:6       |
| Bośnia i Hercegowina U-21 | 4:1     | 0:2     | –                    | 1:4   | 1:6       |
| Węgry U-21                | 0:2     | 0:2     | 4:1                  | –     | 0:1       |
| Hiszpania U-21            | 4:0     | 1:1     | 3:2                  | 1:0   | –         |

### Grupa 5
| Zespół             | Pkt | M | W | R | P | Br+ | Br- | +/- |
| ------------------ | --- | - | - | - | - | --- | --- | --- |
| Chorwacja U-21     | 19  | 8 | 6 | 1 | 1 | 20  | 5   | +15 |
| Ukraina U-21       | 19  | 8 | 6 | 1 | 1 | 20  | 8   | +12 |
| Szwajcaria U-21    | 15  | 8 | 5 | 0 | 3 | 23  | 8   | +15 |
| Łotwa U-21         | 6   | 8 | 2 | 0 | 6 | 11  | 22  | -11 |
| Liechtenstein U-21 | 0   | 8 | 0 | 0 | 8 | 3   | 34  | -31 |

|                    | Chorwacja | Łotwa | Liechtenstein | Szwajcaria | Ukraina |
| ------------------ | --------- | ----- | ------------- | ---------- | ------- |
| Chorwacja U-21     | –         | 3:1   | 4:0           | 0:2        | 1:1     |
| Łotwa U-21         | 1:3       | –     | 4:0           | 0:2        | 1:5     |
| Liechtenstein U-21 | 0:5       | 0:2   | –             | 0:6        | 2:5     |
| Szwajcaria U-21    | 0:2       | 7:1   | 5:1           | –          | 1:2     |
| Ukraina U-21       | 0:2       | 2:1   | 3:0           | 2:0        | –       |

### Grupa 6
| Zespół           | Pkt | M | W | R | P | Br+ | Br- | +/- |
| ---------------- | --- | - | - | - | - | --- | --- | --- |
| Niemcy U-21      | 20  | 8 | 6 | 2 | 0 | 25  | 5   | +20 |
| Rumunia U-21     | 12  | 8 | 3 | 3 | 2 | 14  | 19  | -5  |
| Czarnogóra U-21  | 11  | 8 | 3 | 2 | 3 | 12  | 11  | +1  |
| Irlandia U-21    | 8   | 8 | 2 | 2 | 4 | 10  | 12  | -2  |
| Wyspy Owcze U-21 | 4   | 8 | 1 | 1 | 6 | 9   | 23  | -14 |

|                  | Wyspy Owcze | Niemcy | Czarnogóra | Irlandia | Rumunia |
| ---------------- | ----------- | ------ | ---------- | -------- | ------- |
| Wyspy Owcze U-21 | –           | 0:3    | 1:0        | 1:4      | 2:2     |
| Niemcy U-21      | 3:2         | –      | 2:0        | 2:0      | 8:0     |
| Czarnogóra U-21  | 3:0         | 1:1    | –          | 0:0      | 3:2     |
| Irlandia U-21    | 5:2         | 0:4    | 1:2        | –        | 0:1     |
| Rumunia U-21     | 3:1         | 2:2    | 4:3        | 0:0      | –       |

### Grupa 7
| Zespół       | Pkt | M | W | R | P | Br+ | Br- | +/- |
| ------------ | --- | - | - | - | - | --- | --- | --- |
| Szwecja U-21 | 16  | 8 | 5 | 1 | 2 | 20  | 14  | +6  |
| Grecja U-21  | 15  | 8 | 5 | 0 | 3 | 20  | 10  | +10 |
| Polska U-21  | 15  | 8 | 5 | 0 | 3 | 17  | 10  | +7  |
| Turcja U-21  | 13  | 8 | 4 | 1 | 3 | 16  | 11  | +5  |
| Malta U-21   | 0   | 8 | 0 | 0 | 8 | 2   | 30  | -28 |

|              | Grecja | Malta | Polska | Szwecja | Turcja |
| ------------ | ------ | ----- | ------ | ------- | ------ |
| Grecja U-21  | –      | 5:0   | 3:1    | 5:1     | 2:1    |
| Malta U-21   | 0:4    | –     | 1:5    | 1:2     | 0:3    |
| Polska U-21  | 3:1    | 2:0   | –      | 2:0     | 3:1    |
| Szwecja U-21 | 3:0    | 5:0   | 3:1    | –       | 4:3    |
| Turcja U-21  | 1:0    | 4:0   | 1:0    | 2:2     | –      |

### Grupa 8
| Zespół                  | Pkt | M | W | R | P | Br+ | Br- | +/- |
| ----------------------- | --- | - | - | - | - | --- | --- | --- |
| Portugalia U-21         | 24  | 8 | 8 | 0 | 0 | 22  | 6   | +16 |
| Izrael U-21             | 15  | 8 | 5 | 0 | 3 | 22  | 15  | +7  |
| Norwegia U-21           | 9   | 8 | 3 | 0 | 5 | 11  | 19  | -8  |
| Azerbejdżan U-21        | 7   | 8 | 2 | 1 | 5 | 9   | 15  | -6  |
| Macedonia Północna U-21 | 4   | 8 | 1 | 1 | 6 | 4   | 13  | -9  |

|                         | Azerbejdżan | Izrael | Macedonia Północna | Norwegia | Portugalia |
| ----------------------- | ----------- | ------ | ------------------ | -------- | ---------- |
| Azerbejdżan U-21        | –           | 3:0    | 0:0                | 0:1      | 0:2        |
| Izrael U-21             | 7:2         | –      | 2:1                | 4:1      | 3:4        |
| Macedonia Północna U-21 | 1:0         | 0:3    | –                  | 1:3      | 0:1        |
| Norwegia U-21           | 1:3         | 1:3    | 2:1                | –        | 1:2        |
| Portugalia U-21         | 3:1         | 3:0    | 2:0                | 5:1      | –          |

### Grupa 9
| Zespół                 | Pkt | M | W | R | P | Br+ | Br- | +/- |
| ---------------------- | --- | - | - | - | - | --- | --- | --- |
| Włochy U-21            | 18  | 8 | 6 | 0 | 2 | 19  | 7   | +12 |
| Serbia U-21            | 16  | 8 | 5 | 1 | 2 | 18  | 10  | +8  |
| Belgia U-21            | 16  | 8 | 5 | 1 | 2 | 15  | 7   | +8  |
| Cypr U-21              | 6   | 8 | 2 | 0 | 6 | 7   | 21  | -14 |
| Irlandia Północna U-21 | 1   | 8 | 1 | 0 | 7 | 3   | 17  | -14 |

|                        | Belgia | Cypr | Włochy | Irlandia Północna | Serbia |
| ---------------------- | ------ | ---- | ------ | ----------------- | ------ |
| Belgia U-21            | –      | 2:0  | 0:1    | 1:0               | 0:3    |
| Cypr U-21              | 0:6    | –    | 0:2    | 3:0               | 2:1    |
| Włochy U-21            | 1:3    | 7:1  | –      | 3:0               | 3:2    |
| Irlandia Północna U-21 | 0:1    | 1:0  | 0:2    | –                 | 1:4    |
| Serbia U-21            | 2:2    | 2:1  | 1:0    | 3:1               | –      |

### Grupa 10
| Zespół          | Pkt | M | W | R | P | Br+ | Br- | +/- |
| --------------- | --- | - | - | - | - | --- | --- | --- |
| Francja U-21    | 22  | 8 | 7 | 1 | 0 | 28  | 7   | +21 |
| Islandia U-21   | 16  | 8 | 5 | 1 | 2 | 20  | 11  | +9  |
| Kazachstan U-21 | 9   | 8 | 3 | 0 | 5 | 8   | 18  | -10 |
| Armenia U-21    | 9   | 8 | 3 | 0 | 5 | 7   | 19  | -12 |
| Białoruś U-21   | 3   | 8 | 1 | 0 | 7 | 6   | 14  | -8  |

|                 | Armenia | Białoruś | Francja | Kazachstan | Islandia |
| --------------- | ------- | -------- | ------- | ---------- | -------- |
| Armenia U-21    | –       | 2:1      | 1:4     | 1:2        | 1:2      |
| Białoruś U-21   | 0:1     | –        | 1:2     | 0:1        | 1:2      |
| Francja U-21    | 6:0     | 1:0      | –       | 5:0        | 1:1      |
| Kazachstan U-21 | 0:1     | 1:2      | 1:5     | –          | 3:2      |
| Islandia U-21   | 4:0     | 4:1      | 3:4     | 2:0        | –        |

### Ranking drużyn z drugich miejsc
Ze względu na to, że niektóre grupy składają się z pięciu zespołów, mecze drużyn które zajmują szóste miejsca w liczniejszych grupach nie są uwzględniane.
Zasady ustalania kolejności w tabeli:
1. liczba zdobytych punktów w całej rundzie;
2. różnica bramek w meczach liczonych do tabeli;
3. większa liczba bramek strzelonych w meczach liczonych do tabeli;
4. większa liczba bramek strzelonych na wyjeździe w meczach liczonych do tabeli;
5. pozycja w rankingu UEFA reprezentacji U-21;

| Gr. | Zespół         | Pkt | M | W | R | P | Br+ | Br- | +/- | GW |
| --- | -------------- | --- | - | - | - | - | --- | --- | --- | -- |
| 5   | Ukraina U-21   | 19  | 8 | 6 | 1 | 1 | 20  | 8   | +12 | 13 |
| 3   | Holandia U-21  | 16  | 8 | 5 | 1 | 2 | 22  | 6   | +16 | 15 |
| 10  | Islandia U-21  | 16  | 8 | 5 | 1 | 2 | 20  | 11  | +9  | 7  |
| 9   | Serbia U-21    | 16  | 8 | 5 | 1 | 2 | 18  | 10  | +8  | 10 |
| 4   | Austria U-21   | 16  | 8 | 5 | 1 | 2 | 15  | 12  | +3  | 6  |
| 2   | Rosja U-21     | 16  | 8 | 5 | 1 | 2 | 14  | 12  | +2  | 8  |
| 7   | Grecja U-21    | 15  | 8 | 5 | 0 | 3 | 20  | 10  | +10 | 5  |
| 8   | Izrael U-21    | 15  | 8 | 5 | 0 | 3 | 22  | 15  | +7  | 3  |
| 1   | Finlandia U-21 | 12  | 8 | 3 | 3 | 2 | 12  | 10  | +2  | 6  |
| 6   | Rumunia U-21   | 12  | 8 | 3 | 3 | 2 | 14  | 19  | -5  | 5  |

## Runda play-off
W rundzie play-off zmierzy się 14 drużyn (10 zwycięzców grup i 4 najlepsze zespoły z drugich miejsc), które zostaną rozlosowane w 7 par. Następnie drużyny rozegrają ze sobą dwumecz, a ich zwycięzcy awansują do finałów Mistrzostw Europy, które będą rozgrywane w Czechach. Mecze fazy play-off odbędą się 8 i 14 października 2014 roku.

### Rozstawienia
| Drużyny rozstawione                                                                                      | Drużyny nierozstawione                                                                                       |
| --- | --- |
| - Hiszpania U-21 - Włochy U-21 - Anglia U-21 - Francja U-21 - Niemcy U-21 - Portugalia U-21 - Dania U-21 | - Szwecja U-21 - Słowacja U-21 - Chorwacja U-21 - Ukraina U-21 - Holandia U-21 - Islandia U-21 - Serbia U-21 |

### Mecze
| Drużyna 1                            | Wynik dwumeczu | Drużyna 2       | Pierwszy mecz | Drugi mecz |
| ------------------------------------ | -------------- | --------------- | ------------- | ---------- |
| Słowacja U-21                        | 2:4            | Włochy U-21     | 1:1           | 1:3        |
| Francja U-21                         | 3:4            | Szwecja U-21    | 2:0           | 1:4        |
| Dania U-21                           | 1:1 (br. wyj.) | Islandia U-21   | 0:0           | 1:1        |
| Anglia U-21                          | 4:2            | Chorwacja U-21  | 2:1           | 2:1        |
| Holandia U-21                        | 4:7            | Portugalia U-21 | 0:2           | 4:5        |
| Ukraina U-21                         | 0:5            | Niemcy U-21     | 0:3           | 0:2        |
| Serbia U-21                          | 2:1            | Hiszpania U-21  | 0:0           | 2:1        |
| Po lewej gospodarz pierwszego meczu. |                |                 |               |            |

## Najlepsi strzelcy
Klasyfikacja najlepszych strzelców eliminacji do Mistrzostw Europy U-21 w piłce nożnej 2015.
| Poz. | Zawodnik         | Gole | Występy | Minuty na boisku |
| ---- | ---------------- | ---- | ------- | ---------------- |
| 1    | Arkadiusz Milik  | 9    | 6       | 517              |
| 1    | Saido Berahino   | 9    | 8       | 620              |
| 3    | Emil Atlason     | 8    | 8       | 508              |
| 3    | Álvaro Morata    | 8    | 6       | 493              |
| 3    | Moanes Dabour    | 8    | 7       | 616              |
| 6    | Quincy Promes    | 7    | 7       | 596              |
| 6    | Marcelo Brozović | 7    | 7       | 586              |
| 8    | Luc Castaignos   | 6    | 7       | 575              |
| 8    | Tim Väyrynen     | 6    | 10      | 805              |
| 8    | Nikos Karelis    | 6    | 8       | 555              |
| 8    | Philipp Hofmann  | 6    | 8       | 585              |